# 폴 셰러
폴 셰러(Paul Scherrer, 1968년 12월 16일 ~ )는 미국의 배우이다. 로체스터에서 태어났다.

## 영화
- 로켓의 붊은 섬광 (2000년)
- 스탠드오프 (1998년)
- 구조대 (1994년)
- 복수 선언 (1993년)
- 옥수수밭의 아이들2 (1993년)
- 믿을 수 없는 밤 (1992년)
- 어둠 속의 불꽃 (1991년)
- 거리의 딸 (1990, Daughter of the Streets)